# Качали (Бучанський район)
Кача́ли — село Бучанського району Київської області. Населення — близько 620 жителів. Входить до складу Бородянської селищної громади.

## Географія
На північно-східній околиці села бере початок річка Мирча, права притока річки Таль.

## Історія
В «Історії міст і сіл Української РСР» про Качали початку 1970-х було подано таку інформацію:

| Качали - село, центр сільської Ради, розташоване за 10 км від районного центру і за 15 км від залізничної станції Бородянка. Населення - 731 чоловік. Сільраді підпорядковані населені пункти Волиця, Галинка, Стара Буда, Торфяне. У селі - центральна садиба колгопу «Перемога», за яким закріплено 5 тис. га сільськогосподарських угідь, у т. ч. 2 тис. га орної землі. Село має восьмирічну школу, клуб, бібліотеку. В 1923 році в Качалах засновано комсомольський осередок. За активну участь у Великій Вітчизняній війні 275 жителів нагороджено орденами й медалями СРСР[1]. |

## Галерея

Автобусна зупинка
Пам`ятник односельцям